# Aartsbisdom Keewatin-Le Pas
Het aartsbisdom Keewatin-Le Pas (Latijn: Archidioecesis Kivotina-Passitana) is een rooms-katholiek aartsbisdom met als zetel The Pas in Canada. De aartsbisschop van Keewatin-Le Pas is metropoliet van de kerkprovincie Keewatin-Le Pas, waartoe ook de volgende suffragane bisdommen behoren:
- Churchill-Baie d’Hudson

Voor 2018 had het aartsbisdom nog twee andere suffragane bisdommen die zijn opgeheven in 2007 en 2018: 
- Labrador City-Schefferville (opgeheven in 2007)
- Moosonee (samengevoegd met bisdom Hearst in 2018)

## Geschiedenis
Het aartsbisdom werd opgericht op 4 maart 1910, als het apostolisch vicariaat Keewatin, uit delen van het bisdom Saint-Boniface. Op 13 juli 1967 werd het verheven tot metropolitaan aartsbisdom met de naam Keewatin-Le Pas. 

## Parochies
Het aartsbisdom had in 2021 een oppervlakte van 450.000 km2 en telde 113.865 inwoners waarvan 42,0% rooms-katholiek was.

## Ordinarii

### Bisschoppen
- Ovide (William) Charlebois (8 augustus 1910 - 20 november 1933)
- Martin Joseph-Honoré Lajeunesse (26 november 1933 - 15 april 1954; coadjutor sinds 25 april 1933)

### Aartsbisschoppen
- Paul Dumouchel (25 februari 1955 - 7 november 1986)
- Peter Alfred Sutton (7 november 1986 - 25 maart 2006; coadjutor sinds 24 januari 1986)
- Sylvain Lavoie (25 maart 2006 - 16 juli 2012; coadjutor sinds 11 juli 2005)
- Murray Chatlain (6 december 2012 - heden)

## Galerij van afbeeldingen

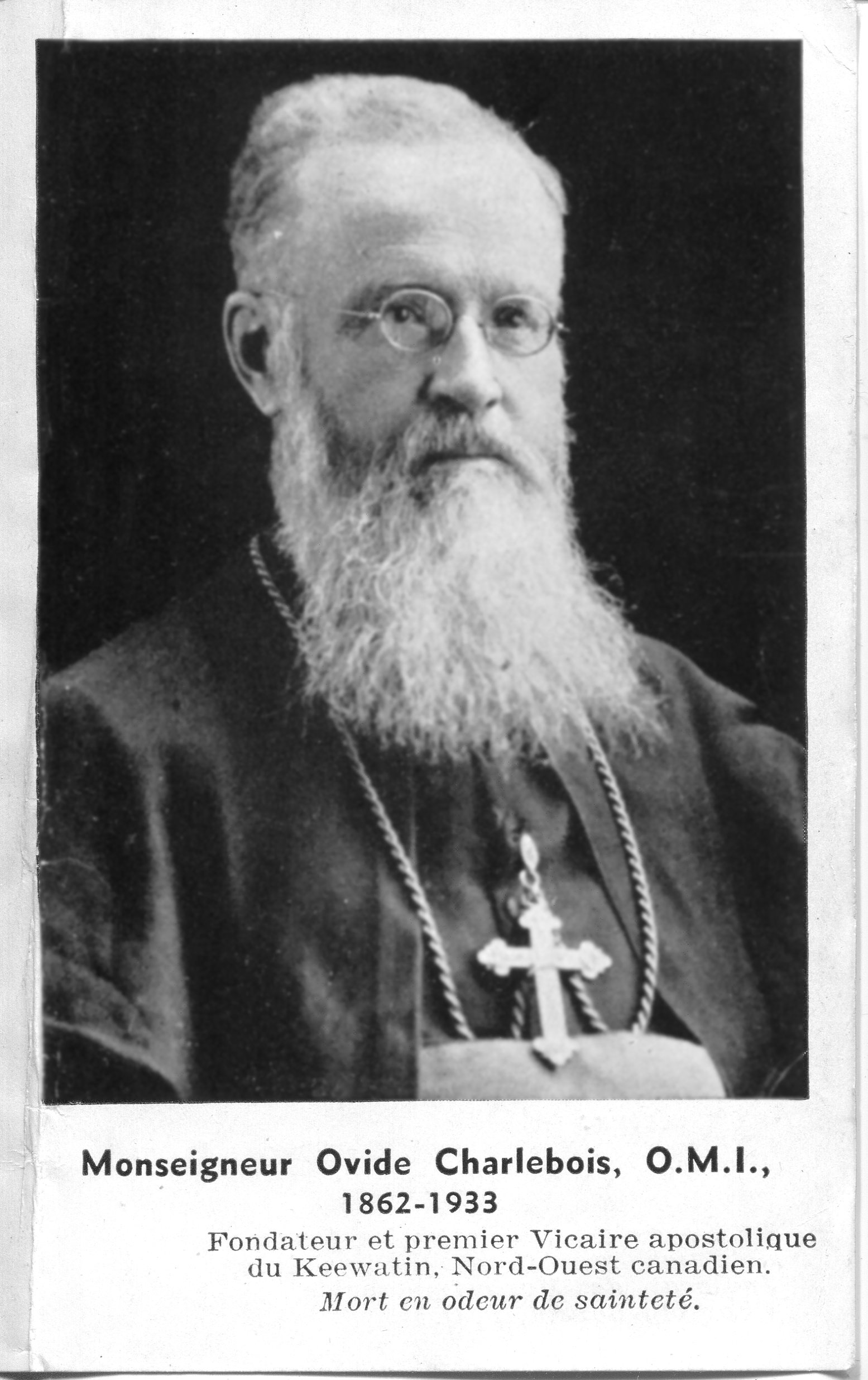
Ovide Charlebois, eerste bisschop van het apostolisch vicariaat Keewatin
Kerkprovincie Keewatin-Le Pas op een kaart van de Canadese bisdommen

Keewatin-Le Pas (aartsbisdom) · Churchill-Baie d’Hudson